# Liste der Orte in Baden-Baden
Die Liste der Orte in Baden-Baden listet die geographisch getrennten Orte (Stadtteile, Dörfer, Weiler, Höfe, Wohnplätze) im Stadtkreis Baden-Baden in Baden-Württemberg auf.

## Systematische Liste
Alphabet der Stadtteile mit den zugehörigen Orten.
Die Stadt Baden-Baden gliedert sich in folgende Stadtteile:
- Balg
- Ebersteinburg
- Haueneberstein
- Innenstadt
- Lichtental mit Oberbeuern und Geroldsau
- Neuweier
- Oos
- Sandweier
- Steinbach
- Varnhalt
- Weststadt

Außerdem gibt es zahlreiche weitere Wohnplätze oder Wohngebiete mit eigenem Namen, die teilweise sehr verstreut sind: Gaisbach, Gallenbach (Varnhalt), Hungerberg, Malschbach, Mührich, Müllenbach, Schmalbach, Schneckenbach (Neuweier), Seelach, Umweg (Steinbach) und Unterer Plättig.

## Alphabetische Liste
In Normalschrift erscheinen die Stadtteile, in Kursivschrift Wohnplätze, Höfe und Häuser:
| - Bahnhof Merkurgipfel - Bahnhof Merkurwald - Balg - Balg-Lager - Bütthof (Bütte) - Ebersteinburg - Eckhöfe - Fremersberg (Hofgut) - Fremersberg Turm - Gaisbach - Gallenbach - Geroldsau zu Lichtental - Grobbachhof - Grundwasserwerk Baden-Baden - Gunzenbach - Haueneberstein - Haueneberstein Bahnstation - Hungerberg - Im Ammelbach - Innenstadt - Jagdhaus - Jesuitenschlösschen - Landseehof - Lichtental - Malschbach - Mührich - Müllenbach - Nägelsförst - Neuhaus - Neuweier | - Oberbeuern zu Lichtental - Oberer Plättig - Oberer Selighof - Oos - Oosscheuern - Ooswinkel-Siedlung - Ruine Ebersteinburg (Alteberstein) - Ruine Hohenbaden (Altes Schloss) - Sägemühle - Sandweier - Schafberg (Hofgut) - Scherrhof - Schmalbach - Schneckenbach - Seelach - Steinbach - Tiergarten - Umweg - Unterer Plättig - Unterer Selighof - Varnhalt - Waldschlößle - Wehrmachtsgebäude ehem. - Weststadt - Winterhalde - Yburg |

## Besonderheiten
Im Stadtkreis Baden-Baden liegen drei unbewohnte Exklaven der Nachbargemeinde Sinzheim, darunter das Klostergut Fremersberg.